# Kaaleb Kilpi
Oskar Kaaleb Kilpi, född 1878, död 1937, var en finländsk nationalekonom.
Kilpi blev docent i Helsingfors 1918, professor i nationalekonomi vid Handelshögskolan i Helsingfors 1920. Bland Kilpis huvudarbeten märks undersökningar om jordbruksbefolkningens yrkesfördelning i Åbo och Björneborgs län (1906) och Vasa län (1908). På finska utgav Kilpi bland annat Finlands yrkesanställda befolkning och dess samhällskalasser åren 1815-75.